# 山西省立农业专科学校
山西省立农业专科学校是民国时期山西省的一所专科学校。校址位于太原市上马街原汉山书院。

## 历史沿革
1902年，岑春煊派严震筹建农林学堂。以汉山书院旧址为校本部，在杏花岭购入百亩土地为农事试验场，小东门内营房为林场苗圃。同年12月20日，山西农林学堂正式开课，归属农工商局管辖。督办为张毅。分为农、林二科。学制3年。学堂聘用日本农学士冈田真一、林学士三户章造为教员。并且积极翻译国外林学著作。其中德国人R.Harger所著的Waldbau一书被译成中文教科书《造林学》，此即为中国森林培育学之始。
1903年6月，张毅辞职，姚文栋出任督办。
1906年6月，姚文栋辞职，吴匡兼任督办。聘用日本林学士宇野家治为教员。
1907年初，吴匡辞职。周渤出任督办，聘请日本理学士西泽永智为理化教员。同年，由于农工商局并入商务总局，改名为山西高等农林学堂。
1908年，周渤辞职，崔廷献出任监督。
1909年7月，任命成连增为监督。成连增不久后辞职。
任命程鸿书为监督。
1912年2月，改名为农业专门学校。张联奎出任监督，不久后任命米如玉为校长。
1915年，增设牧畜科。
1916年1月，增设家畜医院。
1916年7月，校长米如玉因病逝世。连天祥继任本校校长。开工建成大礼堂、化学实验室、农产制造室等设施。
1917年6月，刘逵九被阎锡山任命为校长，直到1933年卸任。
1922年，建立运动场，成立农业推广部。
1931年，遵照国民政府教育部规章，改名为山西省立农业专科学校。
1933年7月，刘逵九因病辞职，任命李红为该校校长。
1937年，日军侵犯山西。该校疏散至晋南霍县。太原陷落后，山西省政府下令各大专院校停课。
1939年末，并入山西大学。
1945年日本投降后，其太原旧校址为复校的山西省立国民师范学校占用。